# Nicholas Halsted
Nicholas Halsted (ur. 14 października 1942 w Watford, zm. 22 września 2007 w Londynie) – brytyjski szermierz, srebrny medalista mistrzostw świata.
Podczas mistrzostw świata w Paryżu w 1965 roku Brytyjczycy w składzie: Nicholas Halsted, Bill Hoskyns, Peter Jacobs, Allan Jay i John Pelling zdobyli drużynowo srebrny medal. Był to jedyny medal wywalczony przez Halsteda w zawodach tego cyklu.
Na igrzyskach olimpijskich w Meksyku w 1968 roku zajął siódme miejsce w szpadzie drużynowej, a indywidualnie odpadł w rundzie eliminacyjnej. Startował także we florecie drużynowym, w którym był dziewiąty.
Jego żona, Clare Henley-Halsted, oraz syn, Laurence Halsted także uprawiali szermierkę.